# Sondi Raya
Sondi Raya is een bestuurslaag in het regentschap Simalungun van de provincie Noord-Sumatra, Indonesië. Sondi Raya telt 3306 inwoners (volkstelling 2010).